# 弾性エネルギー
弾性エネルギー（だんせいエネルギー、英語: elastic energy）とは、ばねやゴムなどの弾性体の変形に伴うエネルギーである。位置エネルギーの一種である。

## 一次元の線形弾性体
フックの法則に従うばね係数 k のばねの伸びが x であるときの弾性エネルギーは
{\displaystyle U={\frac {1}{2}}kx^{2}}
で与えられる。

### 導出
一端が壁に固定されたフックの法則に従うばね係数 k のばねに接続された物体を考える。ばねの伸びが x のとき、ばねが物体に及ぼす力は F = −kx である。
ばねの伸びが Δx だけ変化するとき、ばねに接続された物体は Δx だけ移動する。
ばねの伸びの変化が充分に小さい場合には、ばねが及ぼす力は殆ど変化しないとみなすことができる。このとき、ばねが物体に行う仕事は
{\displaystyle W=F\,\Delta x=-kx\,\Delta x}
である。
一方、ばねが物体に仕事を行うとき、ばねから物体にエネルギーが移動する。ばねの他端は壁に固定されているので、外部からのエネルギーの流入はない。従って、ばねが行う仕事の分だけばねが蓄えている弾性エネルギーが減少する。弾性エネルギーを U、その変化量を ΔU とすれば
{\displaystyle W=-\Delta U}
である。
これら二つの式から
{\displaystyle \Delta U=kx\,\Delta x}
が得られる。ばねの伸びが無限小の極限 Δx → 0 で、微分係数が
{\displaystyle {\frac {dU}{dx}}=kx}
となる。これを積分すれば
{\displaystyle U={\frac {1}{2}}kx^{2}+U_{0}}
が導かれる。ここで U0 は積分定数であり、これは伸びが x = 0、すなわちばねが自然な長さにあるときの弾性エネルギーを意味する。通常は U0 = 0 と定める。

## 弾性エネルギーと応力
先のばねの例において、ばねの伸び x を弾性体の歪み ε へ、物体がばねに及ぼす力 kx を、弾性体の応力 σ へと置き換えれば、応力が偏微分係数
{\displaystyle \sigma _{a}(\epsilon )={\frac {\partial U}{\partial \epsilon _{a}}}}
として表され、弾性エネルギーはこの積分として
{\displaystyle U(\epsilon )=\int \sum _{a}\sigma _{a}(\epsilon )\,d\epsilon _{a}}
で与えられる。弾性エネルギーは弾性体の変形の関数として定まるエネルギーであり、先の一次元線形弾性体の例では、ばねの伸び x の関数として与えられている。応力と歪みは一般にテンソルであり、テンソル添え字を a で表している。
応力を歪みの関数として与える関係式は構成方程式であり、弾性エネルギーと構成方程式は一方が分かれば、他方が偏微分あるいは積分として得られる関係にある。理論モデルとしてはどちらを先に与えても等価であるが、実験的には構成方程式が先に決定され、その積分として弾性エネルギーを導かれる場合が多い。

## 弾性エネルギーの例
弾性エネルギーは例として伸びている「ゴム」や「ばね」などのことを言う。弓が元に戻ろうとする力で飛ぶ矢など。

## 熱力学との関係
弾性エネルギーは、弾性体の性質の力学的な側面だけを考えているが、弾性体の性質は温度によっても変化する。その最たる例として、温度変化による変形である熱膨張が挙げられる。弾性エネルギーは変形の関数であるが、温度と変形の関数として定まるエネルギーが自由エネルギーである。自由エネルギーの偏微分としては状態方程式が得られる。